# Thierry Metz
Pour les articles homonymes, voir Metz (homonymie).
Thierry Metz, né le 10 juin 1956 à Paris et mort le 16 avril 1997 à Bordeaux, est un poète français.

## Biographie
Après le lycée, Thierry Metz prolonge en autodidacte sa formation philosophique, littéraire et poétique en puisant largement dans les fonds de livres des Chiffonniers d'Emmaüs. Une aubaine pour ce jeune homme avide d’écrits et soucieux de son budget. Il a 21 ans lorsqu’il s’installe, en 1977, avec sa famille à Saint-Romain-le-Noble, près d'Agen. D'un physique imposant (il était jeune champion d'haltérophilie), il partage son temps entre des travaux de manœuvre de chantier, de maçon puis d'ouvrier agricole, qui lui permettent de gagner sa vie, et des périodes de chômage durant lesquelles il écrit.
Il prend contact avec le poète Jean Cussat-Blanc, dont la revue Résurrection est la première à le publier avec une évidente reconnaissance. Cette reconnaissance se poursuit avec la publication de son premier recueil poétique, Sur la table inventée (éditions Jacques Brémond), pour lequel il obtient le prix Ilarie Voronca en 1988, puis avec la publication chez Gallimard du Journal d'un manœuvre (1990), inspiré par son travail dans un chantier du centre d'Agen, préfacé par le poète Jean Grosjean, et salué par Jean Cussat-Blanc comme une manifestation de « l'or du pauvre ».
Dans les périodes de chômage, Metz écrit et lit beaucoup, des poètes, mais aussi des philosophes, sa quête étant, selon les termes d'Isabelle Lévesque, « philosophique, politique, spirituelle, mais aussi poétique. »
La mort accidentelle d'un de ses trois enfants (son fils Vincent, fauché par une voiture à l'âge de huit ans, le 20 mai 1988, jour même de l'obtention du prix Voronca) est pour lui un drame familial et personnel dont il ne se remettra jamais et qui le conduit à l'alcoolisme.
En 1996, il s'installe à Bordeaux, puis se fait admettre à l'hôpital psychiatrique de Cadillac, pour combattre sa dépendance à l'alcool et sa neurasthénie ; durant deux séjours (1996 et 1997), il y écrit le cahier de L'Homme qui penche, dans lequel il portraiture les ombres errantes de l'hôpital. Le dernier de ces poèmes est daté du 31 janvier 1997, deux mois et demi avant son suicide, survenu dans cet hôpital le 16 avril 1997.

## Thèmes et reconnaissance
Dans une langue épurée, sa poésie est l'expression contenue, pleine de sensibilité et de détresse, d'un homme fracassé par la vie, mais qui, selon les termes de Jean Grosjean, réussit à faire en sorte que « ce que nous pouvions prendre pour un univers de médiocrité banale se trouve être une merveille. Elle ne nous retient pas par la manche comme font les vendeurs forains. Elle parle à mi-voix et l'entende qui veut. Elle dit : Qui que tu sois, tes instants ne contiennent rien d'autre, mais ils sont des miracles. »
Pour Metz, « écrire un poème / c'est comme être seul / dans une rue si étroite / qu'on ne pourrait / croiser que son ombre. »
L'homme et son œuvre ont reçu l'hommage du monde de la poésie et des éditeurs de poésie,.

### Prix
- Prix Voronca 1988
- Prix Froissart[13] 1989

## Œuvres
- Sur la table inventée, Éditions Jacques Brémond, 1988 (prix Ilarie Voronca 1988) ; nouvelle édition avec des encres de Gaëlle Fleur Debeaux, éd. Jacques Brémond, 2015 - traduction[14]
- Dolmen suivi de La Demeure phréatique, Cahiers Froissart, 1989 (prix Froissart) ; rééd. Jacques Brémond, 2001
- Le Journal d'un manœuvre, Éditions Gallimard, coll. « L'Arpenteur », 1990 et 2016 - traduction[15]
- Entre l'eau et la feuille, Éditions Arfuyen, 1991[16] ; rééd. Jacques Brémond, 2015
- Lettres à la bien-aimée, Éditions Gallimard, coll. « L'Arpenteur », 1995
- Dans les branches, Éditions Opales, 1995 et 1999 ; rééd., avec une postface de Jean Maison (« Je t'attendrai en mai »), Le Ballet Royal, 2020
- Le Drap déplié, Éditions L'Arrière-Pays, 1995 et 2001
- De l'un à l'autre, avec des toiles filées de Denis Castaing, Jacques Brémond, 1996
- L'Homme qui penche[17],[18], Éditions Opales / Pleine Page, 1997 ; nouvelle édition revue et augmentée, Pleine Page, 2008 - traduction[19] ; rééd. avec une préface de Cédric Le Penven, Éditions Unes, 2017
- Terre, Éditions Opales / Pleine Page, 1997 et 2000 ; rééd. avec sept peintures de Véronique Gentil, Pierre Mainard éditeur[20], coll. « Grands Poèmes », 2021
- Dialogue avec Suso, Éditions Opales / Pleine Page, 1999
- Sur un poème de Paul Celan, avec deux encres originales de Jean-Gilles Badaire, Éditions Jacques Brémond, 1999
- Tout ce pourquoi est de sel (inédit), avec des illustrations de Marc Feld, Éditions Pleine Page, 2008
- Carnet d'Orphée et autres poèmes, avec quatre encres et lavis de Jean-Claude Pirotte, préface de Isabelle Lévesque, Éditions Les Deux-Siciles, 2011 - traduction[21]
- Tel que c'est écrit, Éditions L'Arrière-Pays, 2012
- Poésies 1978-1997 (rassemble ses poèmes jamais parus en livre), préface de Thierry Courcaud (« Dernière rencontre avec Thierry Metz »), Pierre Mainard éditeur, 2017 - traduction[22]
- Le Grainetier (récit inédit)[23], suivi d'un entretien avec Jean Cussat-Blanc (« Avec Kostas Axelos et les Problèmes de l’enjeu »), préface d’Isabelle Lévesque, Pierre Mainard éditeur, 2019

## Adaptations théâtrales et films
- Notes sur le chemin, film réalisé par Guillaume Metz en 2024, d'après le recueil Terre de Thierry Metz
- Dans l'ici en 2022, d'après les textes : L'Homme qui penche, Le Journal d'un manœuvre et Dans l'ici d'un homme de Thierry Metz
- L'Homme qui penche, film de Marie-Violaine Brincard et Olivier Dury, Survivance, 2020, sorti en 2021[24].
- L'Homme qui penche :
  - par le comédien et poète Lionel Mazari en 2003 à la médiathèque intercommunale de Miramas ;
  - par Marc Feld en 2008, à Lausanne[25].

### Hommages
- Un hommage du poète Michel Destieu
- Un hommage de Marc Blanchet, « Le drap déplié », Le Matricule des Anges n° 14
- Hommage de Jacques Ancet, Terre avant les oiseaux, avant les étoiles sur remue.net
- Isabelle Lévesque, « Thierry Metz, Le Carnet d'Orphée » sur pierresel.typepad.fr